# シマサンゴアナナス
シマサンゴアナナス Aechmea fasciata はパイナップル科の植物の1つ。観賞用に栽培されるアナナスの代表的なもの。密生したピンク色の花穂には苞が目立つ。

## 特徴
常緑の多年生草本で着生植物。この類では中型で葉の長さは40-60cm、葉質は硬く、縁には黒い棘が並ぶ。色は濃緑色で、表面に粉を吹いて白くなり、それが横帯の模様を作る。葉の幅は6cm、16-20枚の葉がゆるく筒状に並ぶ。
花茎は直立して花は円錐花序につくが密生して生じる。赤桃色の苞がよく発達しており、その先端は尖り、またその縁には鋭い鋸歯がある。花は密生した苞の間に隠れる。萼も桃色で、花冠はその先端が淡青紫色になる。花は3-4日でしぼむが苞はほぼ100日間、その色を保つ。

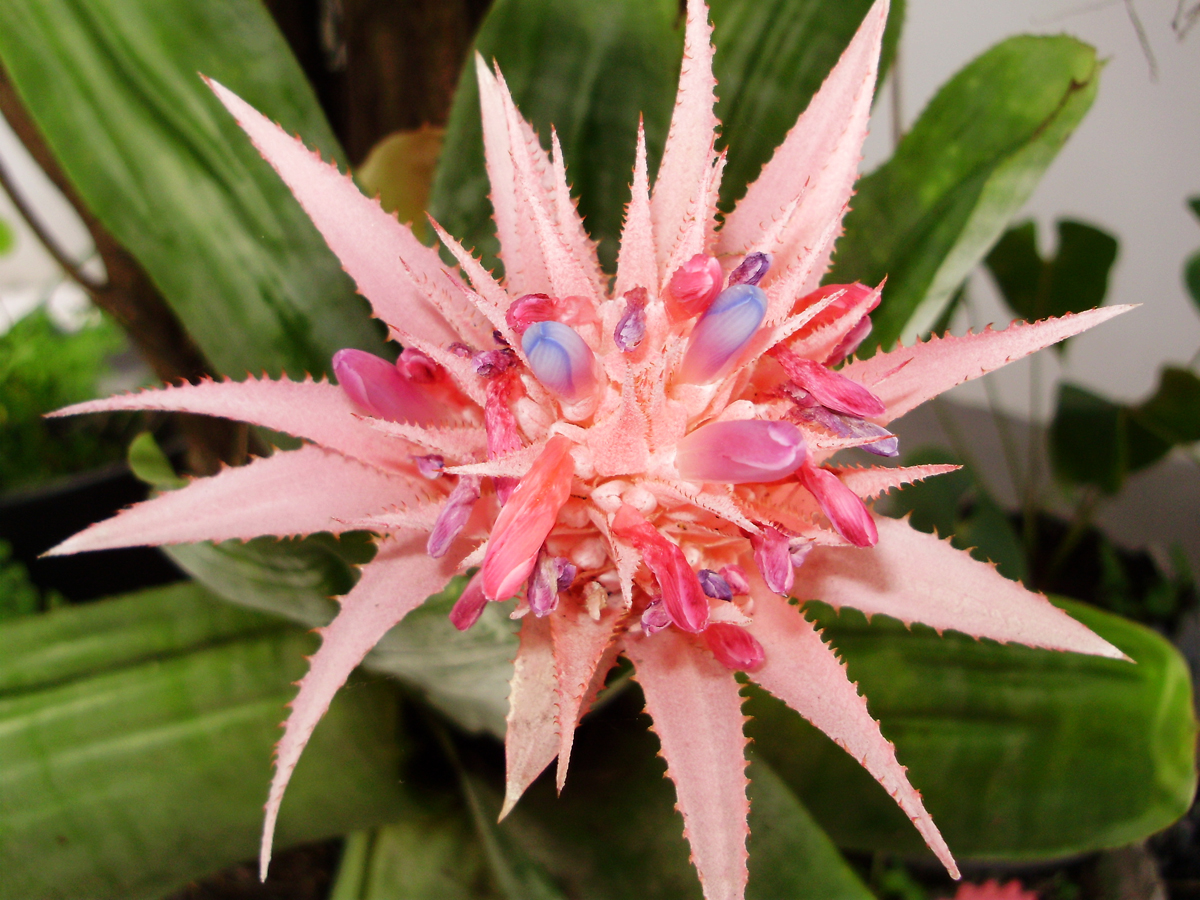
包の間から蕾が見える。
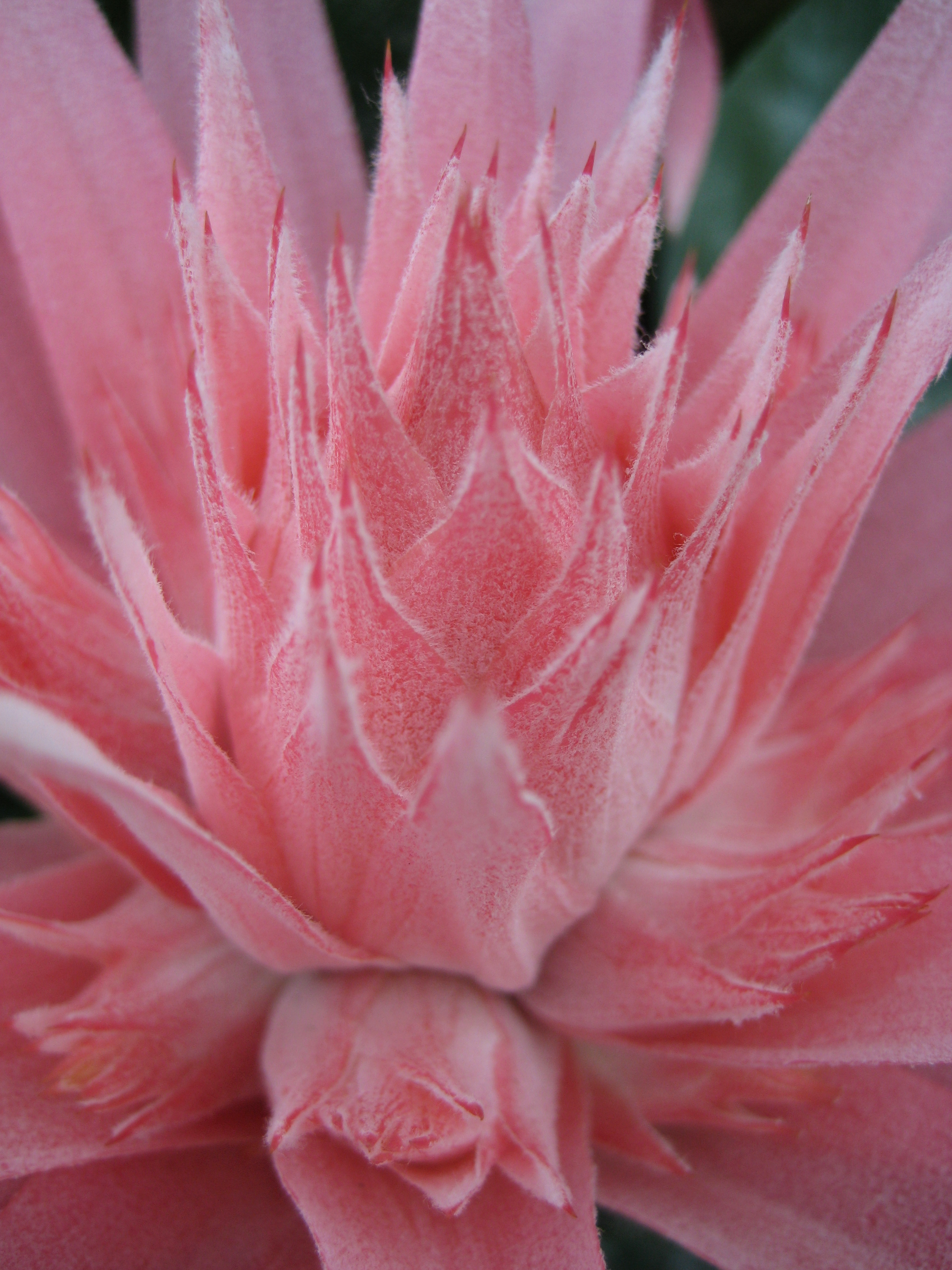
若い花序・包の先端がとがっている
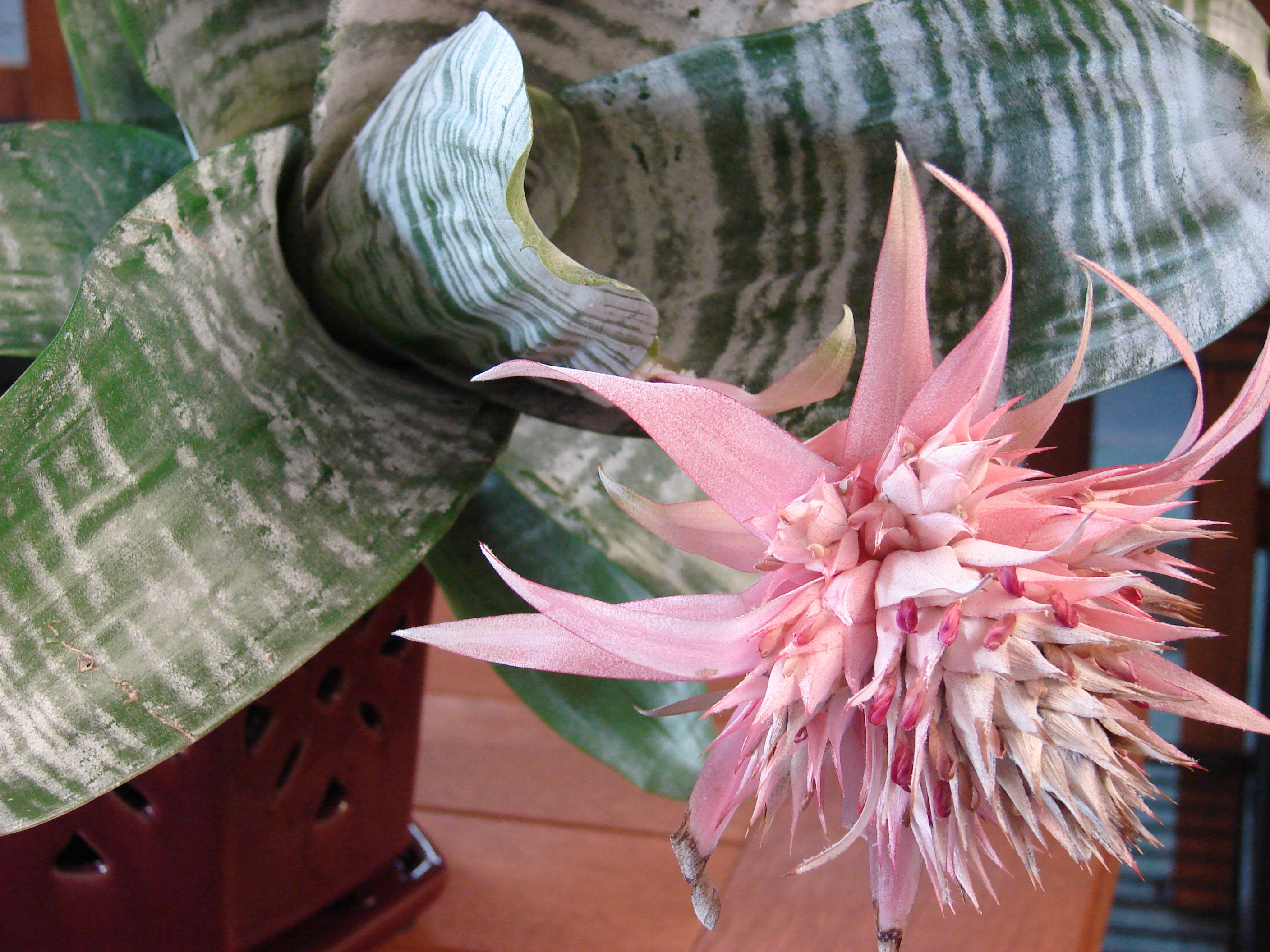
葉の縞模様がよく見える

## 分布と生育環境
ブラジル南部が原産で、高木に着生している。

## 利用
観賞用に栽培される。「アナナス類の代表種」であり、アナナスの中で「もっとも親しまれてる」と言われるほどに広く知られた美しい種である。先述のように花は苞に埋もれ、また開花期間が短いのだが、苞が美しくて長くその色を保つため、時には半年にもわたって鑑賞に堪える。園芸品種としては斑入りのものがあり、覆輪（葉の縁が白い）のアルボマギナタ Albomaginata と中斑（葉の中央が白い）のヴァリエガタ Variegata が知られている。
なお、アナナス類は一般に開花後に出る吸枝（根本などの脇から出る芽）を使って繁殖させるが、本種の場合はこれが少なく、主として実生で繁殖させる。

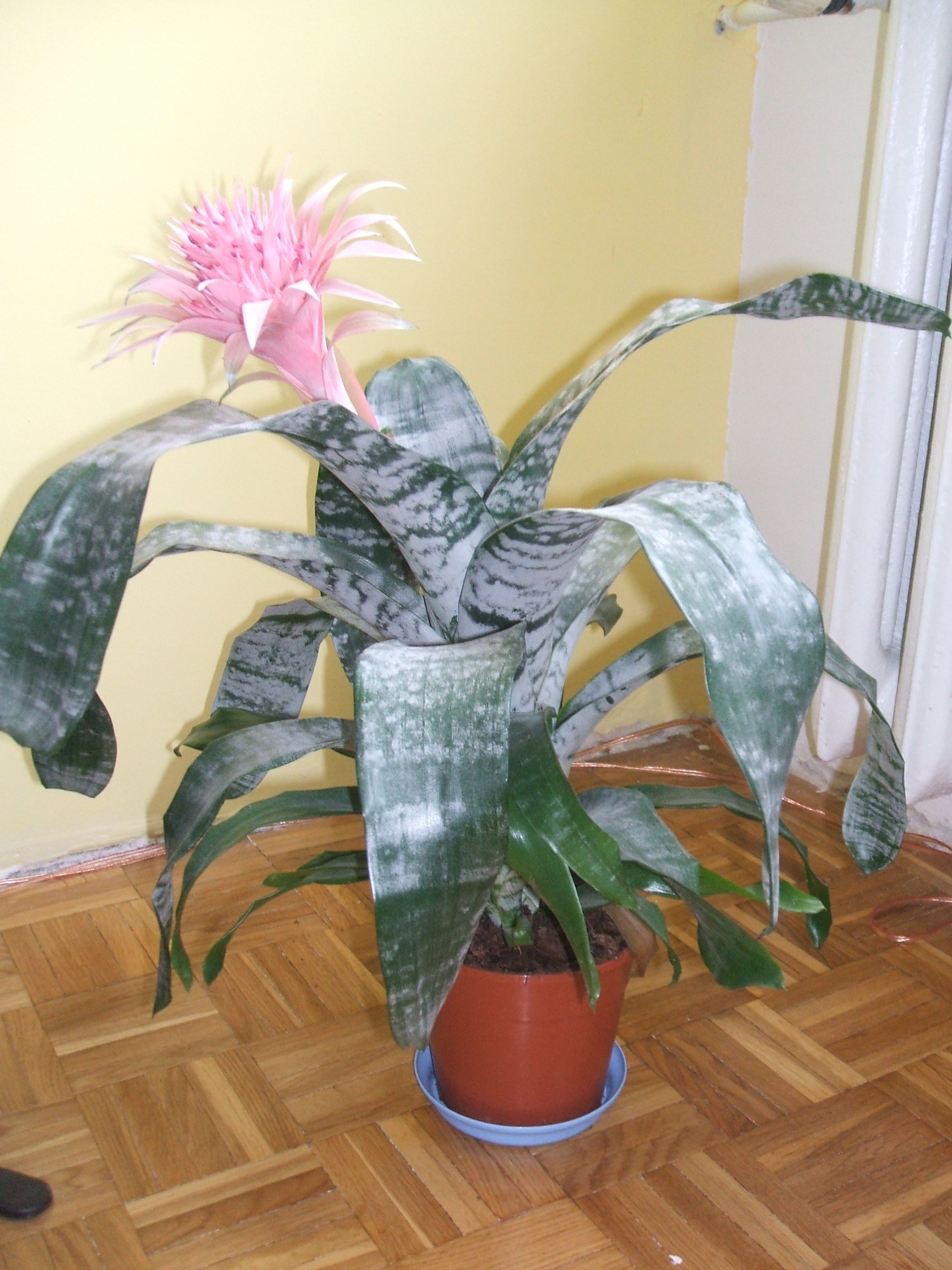
鉢植えの様子
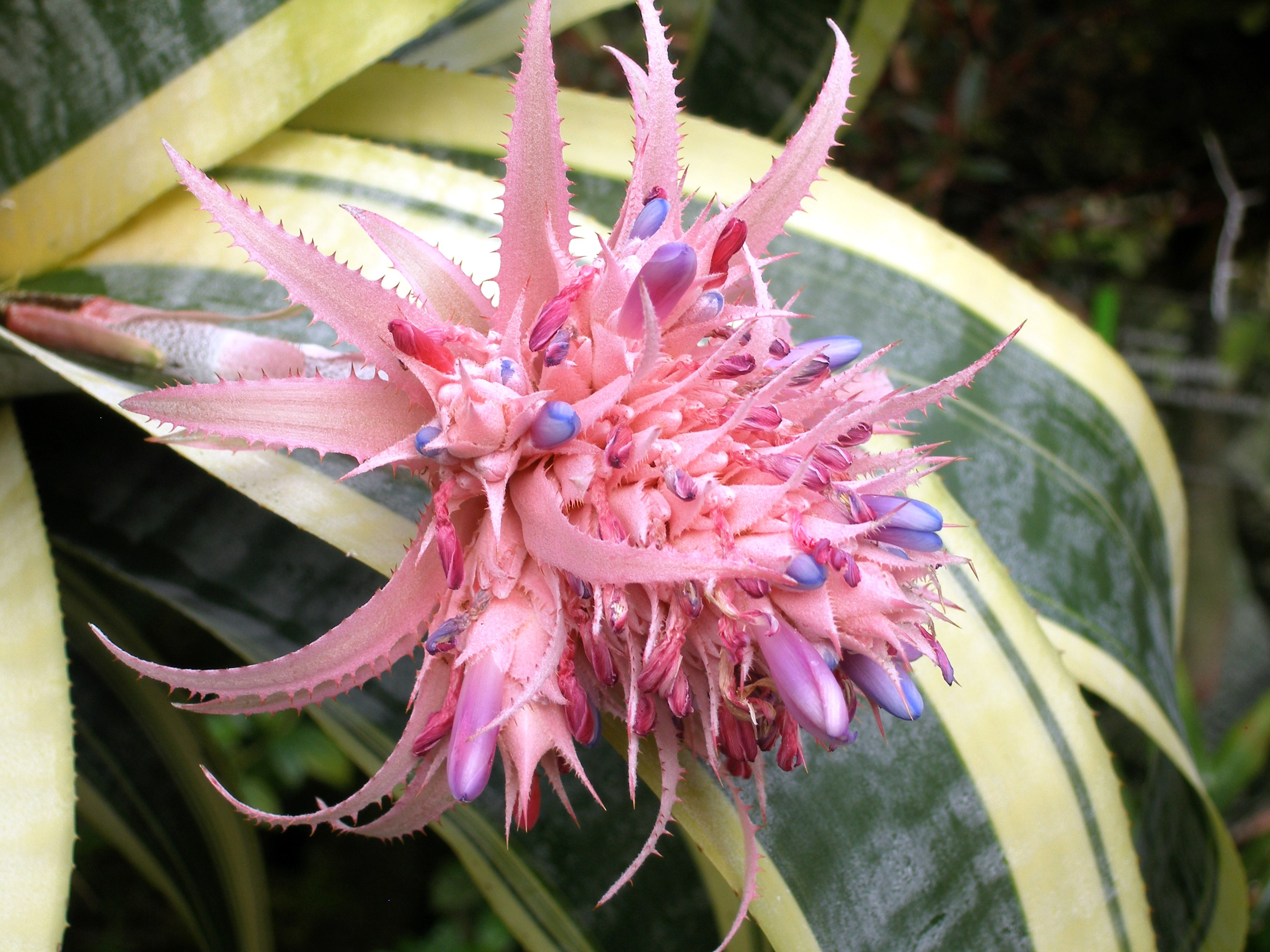
覆輪の品種
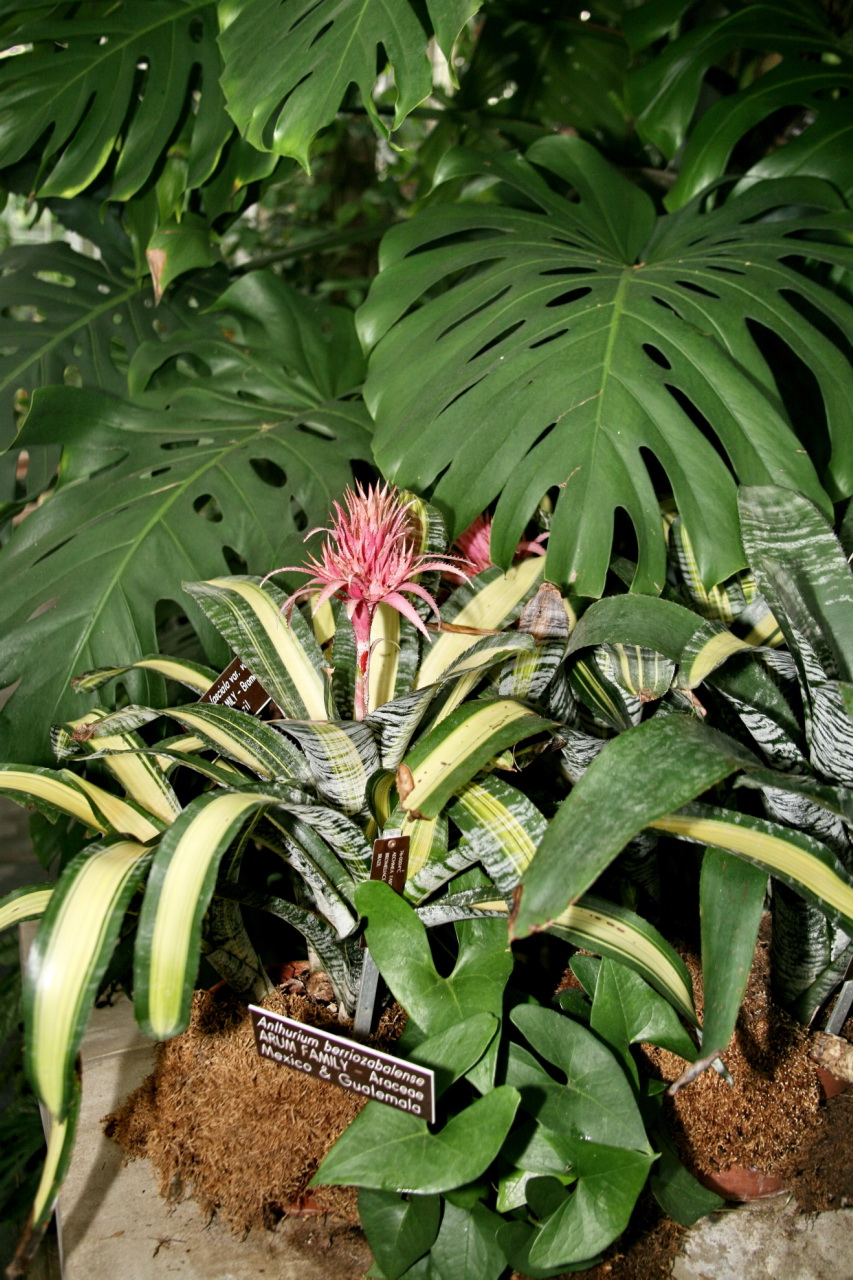
中斑の品種